# Menterwolde
Menterwolde a fost o comună în provincia Groningen, Țările de Jos. 

## Localități componente
Borgercompagnie, Meeden, Muntendam, Noordbroek, Tripscompagnie, Zuidbroek.